# Bramminge Film
Bramminge Film er en dansk dokumentarisk optagelse fra 1913.

## Handling
Billeder fra Bramming omkring 1913: jernbanestationen, militærparade anført af orkester, byliv. I filmen ses glimt af bl.a. Hotel Kikkenborg (Storegade 2) og J.P. Klingenberg Skomager (Storegade 7-9).
Optagelser fra oprydningen efter Bramminge-ulykken 26. juli 1913, der er en af de værste jernbaneulykker i Danmarkshistorien, og som kostede 15 personer livet.
Filmen indeholder også løse klip uden sammenhæng med Bramming: En ukendt fiktionsfilm om en konflikt mellem en undervandsbåd og fiskere, samt billeder af en strandet 3-mastet skonnert, "Mathilde" af Brantevik, ved Riis Skov-Kysten ved Århus. Titelskilt til sidstnævnte ligger forkert foran fiktionsfilmen.
Filmens årstal er anslået.